# Fjelsted Sogn
Fjelsted Sogn ist eine Kirchspielsgemeinde (dän.: Sogn) im südlichen Dänemark. Bis 1970 gehörte sie zur Harde Vends Herred im damaligen Odense Amt, danach zur Ejby Kommune im Fyns Amt, die im Zuge der  Kommunalreform zum 1. Januar 2007 in der „neuen“  Middelfart Kommune in der Region Syddanmark aufgegangen ist.
Im Kirchspiel leben 722 Einwohner, davon 303 im Kirchdorf (Stand:1. Januar 2023). Im Kirchspiel liegt die Kirche „Fjelsted Kirke“.
Nachbargemeinden sind im Norden Harndrup Sogn und Brenderup Sogn, im Westen Indslev Sogn und Ejby Sogn, im Südwesten Gelsted Sogn, ferner in der südlich benachbarten Assens Kommune Rørup Sogn und im Osten Hårslev Sogn in der Nordfyns Kommune.